# Phaenopsylla kopetdag
Phaenopsylla kopetdag är en loppart som beskrevs av Ioff 1946. Phaenopsylla kopetdag ingår i släktet Phaenopsylla och familjen smågnagarloppor. Inga underarter finns listade i Catalogue of Life.